# Alutu
Alutu ist ein 2335 Meter hoher Schichtvulkan in Äthiopien. Er liegt zwischen den beiden Seen Zway und Mirrga (Langano) und besteht aus mehreren Schloten entlang einer Ausrichtung von Nordnordost nach Südsüdwest. Es entstanden rhyolithische und Obsidian-Lavaströme, welche sich über alle Flanken ergossen. Die älteste datierte Eruption des Vulkans fand vor 155.000 Jahren statt. Der letzte Ausbruch vor etwa 2.000 Jahren ließ Obsidian-Lavaströme entstehen. Bis heute ist eine starke Fumarolen-Aktivität zu verzeichnen. Der Vulkan war Gegenstand eines geothermischen Forschungsprogramms.